# Mary Broh

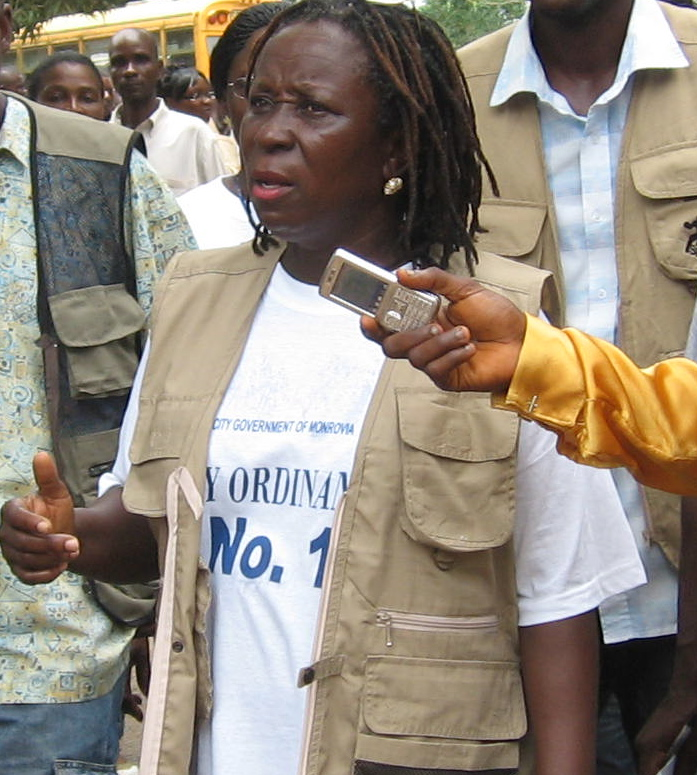
Mary Broh (2009)

Mary Tanyonoh Broh (* 15. September 1951 in Takoradi, Ghana) ist eine liberianische Kommunalpolitikerin und amtierende Bürgermeisterin der Hauptstadt Monrovia.

## Leben
Mary Tanyonoh Broh gehört zum Volk der Kru, sie wurde am 15. September 1951 in der Küstenstadt Takoradi in Ghana geboren, wo ihre Mutter Esther N. Goe sich seit 1950 aufhielt. Der Name „Tanyonoh“ bedeutet in der Kru-Sprache „eine Frau, die einen Kampf führt“. Da ihre Mutter 1959 nach Liberia zurückkehrte und zunächst eine Zeit am Cape Palmas wohnte, besuchte sie dort die Grundschule. In den 1960er Jahren lebte die alleinerziehende Mutter ohne festen Wohnsitz von Gelegenheitsarbeit. Mary Broh hatte eine sehr entbehrungsreiche Kindheit und fand 1967 einen Platz in einem methodistischen Landschulheim in Gbarnga, erwarb dort ein Stipendium, um ab 1968 das College of West Africa (CWA) in Monrovia besuchen zu können. In Logan Town arbeitete sie zusätzlich als Haushaltshilfe und schloss 1970 das Studium ab. Ihre erste Anstellung erfolgte bei der Bank of Liberia in Monrovia. Beim Bodenpersonal der Nigeria Airways am Flugplatz Monrovia erhielt sie eine sehr gute Bezahlung und reiste später in die USA, wo sie mehrere Berufsschulkurse absolvierte und in New York City Karriere in einem jüdischen Textilunternehmen machte, wo sie 14 Jahre tätig war. Die Arbeit war mit Auslandsreisen nach Asien verbunden, sie absolvierte weitere Kurse als Textilkauffrau und in Buchhaltung.

## Karriere in Liberia
Broh kehrte im Jahr 2006 aus dem Exil in den Vereinigten Staaten nach Liberia zurück, um die liberianische Präsidentin Ellen Johnson-Sirleaf zu unterstützen. In Monrovia übernahm sie zunächst den Auftrag als „Special Projects Coordinator“ für die Verschönerung des Hauptstadtboulevard Broad Street zu sorgen, der heute als Ellen’s Garden bezeichnet wird.

### In der Hafen- und Passverwaltung
Ihre zweite Station war die Passabteilung im Ministerium für auswärtige Angelegenheiten. Hier beendete sie das für einige Beamte einträgliche Geschäft der Visavergabe und Erstellung von Pässen und Beglaubigungen. Es folgte das Amt eines stellvertretenden Direktors der staatlichen Hafenverwaltung beim Freeport Monrovia. Sie hatte in beiden Positionen weitreichende Handlungsvollmachten und reformierte die Behördenstruktur, im Freeport arbeitete sie auch an der Modernisierung der Hafenlogistik und kämpfte erfolgreich gegen die Korruption.

### Oberbürgermeisterin von Monrovia
Dank dieser Erfolge wurde sie 2009 auf Bitten der Präsidentin Johnson-Sirleaf Oberbürgermeisterin der Hauptstadt Monrovia. Sie übernahm das Amt von Ophelia Hoff-Saytumah, die im Sommer 2009 wegen erwiesener Korruption entlassen wurde. In dieser neuen Funktion stehen erneut die Probleme der Korruption und Vetternwirtschaft auf ihrer Agenda, als Bürgermeisterin möchte sie auch sichtbare Erfolge im Stadtbild der Millionenstadt vorweisen können. Sie ordnete bereits ein hartes Durchgreifen bei den Problemen der Obdachlosenquartiere und Hausbesetzungen an und setzt auf die Vertreibung der Kleinkriminellen und Drogendealer aus dem Stadtzentrum. Zu den ersten Projekten als Oberbürgermeisterin gehören auch die Reorganisation der Müllabfuhr und Straßenreinigung sowie die Überprüfung der hygienischen Bedingungen auf den Straßenmärkten und die Durchsetzung einer Lizenzvergabe bei Gewerbetätigkeit. Sie überprüft persönlich durch wöchentliche Inspektionsbesuche die Fortschritte in der Stadt. In der Stadtverwaltung brachte ihr die Entlassung des Polizeichefs von „Greater Monrovia“ großen Respekt ein.
Zur Unterstützung der Bürgermeisterin ordnete die Staatspräsidentin die Gründung einer „Task Force Großraum Monrovia zur Reinigung und Stadterneuerung“ an, diese wird von Daniel G. Johnson geleitet, dem als Mitglieder auch in Monrovia ansässige Geschäftsleute (Libanesen und Inder) sowie die Ortsbürgermeister, Kommissare und Gouverneure des Großraum Monrovias angehören. Mit dem von Broh eingeführten monatlichen „Monrovia Clean Up Day“ ist eine vierstündige Schließung aller privaten und öffentlichen Einrichtungen verbunden. In dieser Zeit sollen zusätzliche Reinigungs- und Verschönerungsarbeiten in der Stadt und am Strand vorgenommen werden. Problematisch werden von Kritikern bereits die fehlenden Möglichkeiten einer geordneten, stadtnahen Müllentsorgung angesehen.

## Weitere Funktionen
Als Oberbürgermeisterin von Monrovia ist Mary Broh auch Oberste Leiterin der Polizeibehörde von „Greater Monrovia“, Mitglied der „Liberia Marketing Association“ (LMA) und der „General Services Agency“ (GSA).